# Florida Keys

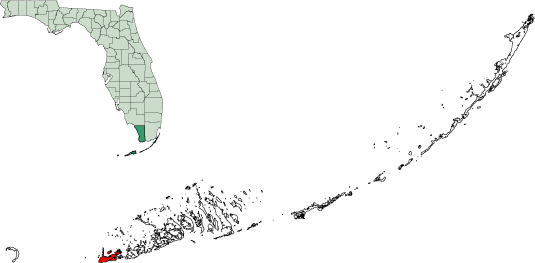
Karta över Florida Keys, med Key West markerat i rött.

Florida Keys är en ögrupp, en kedja med ungefär 1 700 kalk- och korallöar, i sydöstra USA. De börjar vid Floridahalvöns södra udde, ungefär 24 kilometer söder om Miami, och sträcker sig 240 kilometer i sydvästlig riktning mot Key West, som är den västligaste av de befolkade öarna, och vidare till den obebodda Dry Tortugas. Öarna ligger längs med Floridasundet, som delar Atlanten i öster från Mexikanska golfen i väst, och definierar en av Floridabuktens ändar. Ökedjans största ö är Key Largo, som är drygt 50 kilometer lång.
Öarna sammanlänkas av bilvägen Overseas Highway som har hela 42 broar, av dessa är en (färdigställd 1938) cirka 11 kilometer lång. Det är ett välbesökt område med badstränder, yachthamnar och fiskrika vatten.